# Iglesia de San Antonio (Pitigliano)
La iglesia de San Antonio es un edificio situado en el centro de Pitigliano, más exactamente en la vía Zuccarelli.

## Historia
La iglesia fue construida en la Edad Media, más exactamente durante el siglo XIII, en una de las dos calles principales del centro histórico de Pitigliano.
Este lugar de culto tuvo su período de mayor esplendor durante el período medieval tardío, pero durante los siglos siguientes se fue convirtiendo en una iglesia más y más marginal, hasta que se decidió cerrar debido a la escasez de fieles y a la reurbanización de las principales iglesias del centro.
Después de ser completamente abandonada como edificio religioso, la iglesia pasó a manos privadas. Estos nuevos propietarios le dieron usos distintos al original, aunque conservaron algunos elementos que atestiguan la función que realizaba originalmente.

## Aspecto Actual
La iglesia de San Antonio actualmente alberga un almacén en su planta baja y viviendas en el piso superior.
La estructura es muy reconocible debido al pórtico de entrada arquitrabado, que está precedido por un escalón, sobre el que hay un tabernáculo característico que sobresale de la pared, que está cubierta de piedra y toba.
El interior del edificio, aunque conserva la planta rectangular, ha sufrido profundas modificaciones en comparación con la estructura medieval original.
- Pitigliano
- Área del Tufo